# آتال بیهاری واجپایی
آتال بیهاری واجپایی (به هندی: अटल बिहारी वाजपेयी) (زاده ۲۵ دسامبر ۱۹۲۴ – درگذشته ۱۶ اوت ۲۰۱۸) یک سیاست‌مدار هندی و دهمین نخست‌وزیر هند، یکبار بمدت سیزده روز در ۱۹۹۶ و یک دوره کامل از ۱۹۹۸ تا ۲۰۰۴ نخست‌وزیر بود.
وی چهار دهه نماینده مجلس در لوک سابا (۹ دوره) بود و دو بار نیز نمایندگی مردم در راجیا سابا را بعهده داشت.
او شخصیتی کلیدی در توسعه برنامه هسته‌ای هند بود و با صدور فرمان آزمایش هسته‌ای در سال ۱۹۹۸ باعث ترس از آغاز جنگ اتمی با پاکستان شد.
آتال بیهاری واجپایی در ۱۶ اوت ۲۰۱۸ پس از یک بیماری طولانی‌مدت در سن ۹۳ سالگی درگذشت.